# Żabi brzuch
Żabi brzuch (brzuch krzywiczy) – objaw chorobowy polegający na spłaszczeniu, niejako "rozlaniu" (się) brzucha, spowodowany osłabieniem napięcia mięśni nie tylko ściany brzucha, lecz także żołądka i jelit. Występuje głównie u dzieci, a jego przyczyną może być nie tylko krzywica, ale również nasilona hipokaliemia.